# Górnik Rybnik w sezonie 1963
Górnik Rybnik w sezonie 1963 – osiągnięcia indywidualne i drużynowe reprezentantów klubu żużlowego Górnik Rybnik w sezonie 1963.

## Osiągnięcia

### Indywidualne Mistrzostwa Świata na Żużlu 1963
| Zawodnik        | Ranga                     | Miejsce | Punkty |
| --------------- | ------------------------- | ------- | ------ |
| Stanisław Tkocz | Finał Europejski          | 13      | 4      |
| Joachim Maj     | Finał Europejski          | 16      | 2      |
| Antoni Woryna   | Ćwierćfinał Kontynentalny | 10      | 6      |

źródło:

### Drużynowe Mistrzostwa Świata na Żużlu 1963
| Zawodnik        | Ranga                     | Miejsce | Punkty                   |
| --------------- | ------------------------- | ------- | ------------------------ |
| Stanisław Tkocz | Finał Światowy            | 4       | 1 (1,0,0,0) (drużyna 7)  |
| Joachim Maj     | Finał Światowy            | 4       | 1 (1,0,–,0) (drużyna 7)  |
| Antoni Woryna   | Runda Wschodnioeuropejska | 1       | 6 (2,2,2,–) (drużyna 40) |

źródło:

### Drużynowe Mistrzostwa Polski na Żużlu 1963
| Zespół        | Miejsce | Punkty | Punkty małe | Zwycięstwa | Remisy | Porażki |
| ------------- | ------- | ------ | ----------- | ---------- | ------ | ------- |
| Górnik Rybnik | 1       | 26     | + 224       | 13         | 0      | 1       |

źródło:

### Indywidualne Mistrzostwa Polski na Żużlu 1963
| Zawodnik         | Miejsce | Punkty |
| ---------------- | ------- | ------ |
| Joachim Maj      | 2       | 13     |
| Stanisław Tkocz  | 4       | 10     |
| Andrzej Wyglenda | 7       | 9      |
| Antoni Woryna    | 12      | 5      |

źródło

### Turniej o Złoty Kask 1963
| Zawodnik        | Miejsce | Punkty |
| --------------- | ------- | ------ |
| Joachim Maj     | 1       | 68     |
| Stanisław Tkocz | 2       | 66     |
| Antoni Woryna   | 5       | 54     |

źródło

### Memoriał Alfreda Smoczyka 1963
| Zawodnik         | Miejsce | Punkty |
| ---------------- | ------- | ------ |
| Antoni Woryna    | 3       | 9      |
| Andrzej Wyglenda | 4       | 8      |

źródło:

### Turniej o Puchar Rybnickiego Okręgu Węglowego 1963
| Zawodnik         | Miejsce | Punkty |
| ---------------- | ------- | ------ |
| Stanisław Tkocz  | 1       | 12     |
| Andrzej Wyglenda | 2       | 9      |
| Antoni Woryna    | 8       | 5      |
| Karol Peszke     | 13      | 2      |

źródło:

### Memoriał Zbigniewa Raniszewskiego 1963
| Zawodnik        | Miejsce | Punkty |
| --------------- | ------- | ------ |
| Stanisław Tkocz | 1       | 11     |
| Karol Peszke    | 11      | 3      |

źródło:

## Skład Drużyny
- prezes klubu: Tadeusz Trawiński
- kierownik klubu: Jerzy Kubik
- trener kadry: Józef Wieczorek
- mechanicy: Zygmunt Krzyżak, Albin Liszka, Konrad Kuśka

| Zawodnik           | Wiek | Pkt + Bns | Bns | Pkt      | Kpl.        | Śr/b       | Śr/m       | Bg. | Mcz. |
| ------------------ | ---- | --------- | --- | -------- | ----------- | ---------- | ---------- | --- | ---- |
| Joachim Maj        | 31   | 145 (1)   | 1   | 144 (1)  | 5           | 2,589 (3)  | 10,286 (5) | 56  | 14   |
| Antoni Woryna      | 22   | 131 (4)   | 9   | 122 (8)  | 3           | 2,472 (6)  | 9,385 (9)  | 53  | 13   |
| Andrzej Wyglenda   | 22   | 130 (5)   | 20  | 110 (16) | 1 – (1 pł.) | 2,321 (9)  | 7,857 (20) | 56  | 14   |
| Stanisław Tkocz    | 27   | 126 (10)  | 5   | 121 (9)  | 4 – (2 pł.) | 2,423 (8)  | 9,308 (10) | 52  | 13   |
| Karol Peszke       | 24   | 63 (33)   | 13  | 50 (35)  | 0           | 1,500 (34) | 4,545 (35) | 42  | 11   |
| Waldemar Motyka    | 21   | 52 (37)   | 10  | 42 (38)  | 0           | 1,677 (29) | 5,250 (31) | 31  | 8    |
| Alojzy Norek       | 22   | 43 (39)   | 8   | 35 (40)  | 0           | 1,229 (37) | 2,917 (41) | 35  | 12   |
| Stanisław Bombik   | 24   | 29 (50)   | 5   | 24 (49)  | 0           | 1,036 (39) | 3,000 (40) | 28  | 8    |
| Reinhold Konieczny | 21   | 4 (68)    | 1   | 3 (68)   | 0           | 0,571      | 1,000      | 7   | 3    |

W nawiasie miejsce w danej kategorii w stosunku do wszystkich zawodników startujących w pierwszej lidze (śr/m oraz śr/b – przy założeniu, że zawodnik odjechał minimum 50% spotkań w danym sezonie)
źródło:

## Sezon Zasadniczy

### I Runda
- 25 września 1963 (zamiast 7 kwietnia; spotkanie zaległe; stadion w Rybniku)

| Nr | Górnik Rybnik    |           | 43 | Bns | Nr | Stal Rzeszów     |           | 35 | Bns |
| -- | ---------------- | --------- | -- | --- | -- | ---------------- | --------- | -- | --- |
| 9  | Karol Peszke     | 1x,u,0,1  | 2  | 1   | 1  | Marian Spychała  | 0,1,0     | 1  |     |
| 10 | Antoni Woryna    | 2,2,3,3   | 10 |     | 2  | Florian Kapała   | 3,3,d,2,3 | 11 |     |
| 11 | Stanisław Bombik | 1,0,1,2   | 4  |     | 3  | Janusz Kościelak | 2,1,2,u   | 5  |     |
| 12 | Joachim Maj      | 3,3,3,3   | 12 |     | 4  | Jan Malinowski   | d,2,2,1   | 5  |     |
| 13 | Andrzej Wyglenda | 2x,2x,u,2 | 6  | 2   | 5  | Józef Batko      | 1,1x,1x,1 | 4  | 2   |
| 14 | Stanisław Tkocz  | 3,3,3,0   | 9  |     | 6  | Stefan Kępa      | d,2,2,3   | 7  |     |
| 15 | Alojzy Norek     | d,0       | 0  |     | 7  | Adam Ciepiela    | 1,1x      | 2  | 1   |

zmiany: zawodnik nr 2 w biegu 13.

### II Runda
- 21 kwietnia 1963 (stadion w Gdańsku)

| Nr | Wybrzeże Gdańsk   |           | 24 | Bns | Nr | Górnik Rybnik    |            | 53 | Bns |
| -- | ----------------- | --------- | -- | --- | -- | ---------------- | ---------- | -- | --- |
| 9  | Roman Wieczorek   | 0         | 0  |     | 1  | Karol Peszke     | 1x,2x,2x,0 | 5  | 3   |
| 10 | Marian Kaiser     | 3,3,3,1,3 | 13 |     | 2  | Joachim Maj      | 2,2,3,3    | 10 |     |
| 11 | Stanisław Kaiser  | 1,1,1     | 3  |     | 3  | Waldemar Motyka  | 2x,2,3,2x  | 9  | 2   |
| 12 | Czesław Kraska    | 0,0,1x,0  | 1  | 1   | 4  | Antoni Woryna    | 3,1x,3,2x  | 9  | 2   |
| 13 | Zbigniew Podlecki | 1,d,0,1   | 2  |     | 5  | Andrzej Wyglenda | 2x,2x,2x,2 | 8  | 3   |
| 14 | Bogdan Berliński  | 0,1,1,1   | 3  |     | 6  | Stanisław Tkocz  | 3,3,3,3    | 12 |     |
| 15 | Jan Tkocz         | d,0,2,0,0 | 2  |     | 7  | Alojzy Norek     | d,0        | 0  |     |

zmiany: zawodnik nr 15 w biegu 6., 9., 12.; zawodnik nr 10 w biegu 13.

### III Runda
- 28 kwietnia 1963 (stadion w Rybniku)

| Nr | Górnik Rybnik      |           | 42 | Bns | Nr | Polonia Bydgoszcz   |            | 35 | Bns |
| -- | ------------------ | --------- | -- | --- | -- | ------------------- | ---------- | -- | --- |
| 9  | Waldemar Motyka    | u,2,1,2x  | 5  | 1   | 1  | Norbert Świtała     | 2x,0,1,3   | 6  | 1   |
| 10 | Reinhold Konieczny | 1,u,–,0   | 1  |     | 2  | Rajmund Świtała     | 3,3,1,3,2  | 12 |     |
| 11 | Karol Peszke       | 1,1,d,u   | 2  |     | 3  | Stanisław Witkowski | 0,0,0,1    | 1  |     |
| 12 | Joachim Maj        | 3,3,3,3   | 12 |     | 4  | Mieczysław Połukard | 2,3,2,2    | 9  |     |
| 13 | Stanisław Tkocz    | 3,3,3,3   | 12 |     | 5  | Edward Kupczyński   | u,2,2x,2x  | 6  | 2   |
| 14 | Andrzej Wyglenda   | 2x,2x,1,1 | 6  | 2   | 6  | Bogdan Sargun       | 1,0,ns,–,0 | 1  |     |
| 15 | Alojzy Norek       | 2,1x,1    | 4  | 1   | 7  | Brak zawodnika      | ns         |    |     |

zmiany: zawodnik nr 15 w biegu 4.; zawodnik nr 6 w biegu 8.; zawodnik nr 2 w biegu 9.

### IV Runda
- 5 maja 1963 (stadion w Gorzowie)

| Nr | Stal Gorzów          |          | 35 | Bns | Nr | Górnik Rybnik      |           | 40 | Bns |
| -- | -------------------- | -------- | -- | --- | -- | ------------------ | --------- | -- | --- |
| 9  | Jerzy Bartoszkiewicz | 0,0,u    | 0  |     | 1  | Waldemar Motyka    | 1,u,1x,1  | 3  | 1   |
| 10 | Andrzej Pogorzelski  | 2,2x,3,3 | 10 | 1   | 2  | Joachim Maj        | 3,1,3,2   | 9  |     |
| 11 | Jerzy Flizikowski    | 0,1,0,u  | 1  |     | 3  | Andrzej Wyglenda   | 3,1x,2x,d | 6  | 2   |
| 12 | Edmund Migoś         | 1,2,3,3  | 9  |     | 4  | Stanisław Tkocz    | 2x,2,u,3  | 7  | 1   |
| 13 | Jerzy Padewski       | 2,2,1,3  | 8  |     | 5  | Antoni Woryna      | 3,3,u,3   | 9  |     |
| 14 | Bronisław Rogal      | 1,u,u,2  | 3  |     | 6  | Reinhold Konieczny | u,d       | 0  |     |
| 15 | Wojciech Jurasz      | 3,1,u    | 4  |     | 7  | Alojzy Norek       | u,2,2,2   | 6  |     |

zmiany: zawodnik nr 7 w biegu 9., 12.; zawodnik nr 15 w biegu 12.

### V Runda
- 19 maja 1963 (stadion w Rybniku)

| Nr | Górnik Rybnik    |           | 52 | Bns | Nr | Sparta Wrocław         |           | 26 | Bns |
| -- | ---------------- | --------- | -- | --- | -- | ---------------------- | --------- | -- | --- |
| 9  | Andrzej Wyglenda | 3,0,2x,1  | 6  | 1   | 1  | Zygmunt Antos          | 0,0,0,1   | 1  |     |
| 10 | Stanisław Tkocz  | 2x,3,3,3  | 11 | 1   | 2  | Konstanty Pociejkowicz | 1,2,3,2,d | 8  |     |
| 11 | Waldemar Motyka  | 2x,2x,1,3 | 8  | 2   | 3  | Jerzy Błoch            | u,1x,0    | 1  | 1   |
| 12 | Joachim Maj      | 3,3,3,3   | 12 |     | 4  | Jerzy Trzeszkowski     | 1,2,2,3,d | 8  |     |
| 13 | Alojzy Norek     | 1x,2,1x,2 | 6  | 2   | 5  | Władysław Wawszczyk    | 0,0,d     | 0  |     |
| 14 | Antoni Woryna    | 2,1x,2,2x | 7  | 2   | 6  | Andrzej Domiszewski    | 3,1,1,3   | 8  |     |
| 15 | Stanisław Bombik | 1,1       | 2  |     | 7  | Kazimierz Grudziński   | 0, 0      | 0  |     |

zmiany: zawodnik nr 4 w biegu 12.; zawodnik nr 2 w biegu 13.

### VI Runda
- 26 maja 1963 (stadion w Lesznie)

| Nr | Unia Leszno       |            | 36 | Bns | Nr | Górnik Rybnik    |           | 42 | Bns |
| -- | ----------------- | ---------- | -- | --- | -- | ---------------- | --------- | -- | --- |
| 9  | Jan Kusiak        | u,0,1x,1x  | 2  | 2   | 1  | Andrzej Wyglenda | 2x,1,1x,2 | 6  | 2   |
| 10 | Kazimierz Bentke  | 1,2,2,d,2  | 7  |     | 2  | Stanisław Tkocz  | 3,3,3,2   | 11 |     |
| 11 | Jerzy Kowalski    | u,0,0,0    | 0  |     | 3  | Alojzy Norek     | 1,1,0,0   | 2  |     |
| 12 | Henryk Żyto       | 3,3,3,2,3  | 14 |     | 4  | Joachim Maj      | 2,3,2,3   | 10 |     |
| 13 | Zbigniew Jąder    | 0          | 0  |     | 5  | Waldemar Motyka  | 2,2,3,1x  | 8  | 1   |
| 14 | Zdzisław Waliński | 3,2,1x,2,3 | 11 | 1   | 6  | Antoni Woryna    | 1x,1x,0,3 | 5  | 2   |
| 15 | Zdzisław Dobrucki | 1,1        | 2  |     | 7  | Stanisław Bombik | u, 0      | 0  |     |

zmiany: zawodnik nr 10 w biegu 7.; zawodnik nr 12 w biegu 10.; zawodnik nr 14 w biegu 12.

### VII Runda
- 25 lipca 1963 (zamiast 9 czerwca; spotkanie zaległe; stadion w Rybniku)

| Nr | Górnik Rybnik    |            | 56 | Bns | Nr | Śląsk Świętochłowice |           | 20 | Bns |
| -- | ---------------- | ---------- | -- | --- | -- | -------------------- | --------- | -- | --- |
| 9  | Stanisław Bombik | 1x,2x,2x,1 | 6  | 3   | 1  | Lotar Dudek          | 0,1,0     | 1  |     |
| 10 | Andrzej Wyglenda | 2,3,3,3    | 11 |     | 2  | Paweł Waloszek       | 3,2,0,1,2 | 8  |     |
| 11 | Alojzy Norek     | 2x,2x,1,2x | 7  | 3   | 3  | Erwin Maj            | 0, 0      | 0  |     |
| 12 | Joachim Maj      | 3,3,3,3    | 12 |     | 4  | Wiktor Waloszek      | 1,1,2,0,0 | 4  |     |
| 13 | Karol Peszke     | 1,2x,2x,3  | 8  | 2   | 5  | Jan Mucha            | 2,1,0,2,1 | 6  |     |
| 14 | Antoni Woryna    | 3,3,3,3    | 12 | 1   | 6  | Erwin Brabański      | u,0,1,0   | 1  |     |
| 15 | brak zawodnika   |            |    |     | 7  | brak zawodnika       |           |    |     |

zmiany: zawodnik nr 2 w biegu 10.; zawodnik nr 5 w biegu 12.; zawodnik nr 4 w biegu 13.

### VIII Runda
- 30 czerwca 1963 (stadion w Rzeszowie)

| Nr | Stal Rzeszów     |          | 40 | Bns | Nr | Górnik Rybnik    |            | 38 | Bns |
| -- | ---------------- | -------- | -- | --- | -- | ---------------- | ---------- | -- | --- |
| 9  | Marian Spychała  | 0,2x,1,2 | 5  | 1   | 1  | Andrzej Wyglenda | 2,3,2,2    | 9  |     |
| 10 | Florian Kapała   | 3,3,3,3  | 12 |     | 2  | Stanisław Tkocz  | 1x,0,0,1x  | 2  | 2   |
| 11 | Stefan Kępa      | 2,3,3,3  | 11 |     | 3  | Alojzy Norek     | 0, 0       | 0  |     |
| 12 | Janusz Kościelak | 1x,0,2,0 | 3  | 1   | 4  | Joachim Maj      | 3,1,3,3    | 10 |     |
| 13 | Jan Malinowski   | 0,2,0    | 2  |     | 5  | Waldemar Motyka  | 1,1x,0,1x  | 3  | 2   |
| 14 | Józef Batko      | 2,1x,1,0 | 4  | 1   | 6  | Antoni Woryna    | 3,2,2,2x,3 | 12 | 1   |
| 15 | Jan Kolber       | 2x,1x,0  | 3  | 2   | 7  | Karol Peszke     | 1,0,1      | 2  |     |

zmiany: zawodnik nr 6 w biegu 10.; zawodnik nr 15 w biegu 12.; zawodnik nr 7 w biegu 12.

### IX Runda
- 7 lipca 1963 (stadion w Rybniku)

| Nr | Górnik Rybnik    |           | 50 | Bns | Nr | Wybrzeże Gdańsk   |           | 26 | Bns |
| -- | ---------------- | --------- | -- | --- | -- | ----------------- | --------- | -- | --- |
| 9  | Andrzej Wyglenda | 2x,2x,u,3 | 7  | 2   | 1  | Czesław Kraska    | d,0       | 0  |     |
| 10 | Stanisław Tkocz  | 3,3,3,d   | 9  |     | 2  | Marian Kaiser     | 1,2,2,2,2 | 9  |     |
| 11 | Alojzy Norek     | 2x,3,1,1  | 7  | 1   | 3  | Valent Medved     | d,0,–,0   | 0  |     |
| 12 | Joachim Maj      | 3,u,3,3   | 9  |     | 4  | Stanisław Kaiser  | 1,1,–,2   | 4  |     |
| 13 | Waldemar Motyka  | 1,1,1     | 3  |     | 5  | Zbigniew Podlecki | d,d,2,d,2 | 4  |     |
| 14 | Antoni Woryna    | 3,3,3,3   | 12 |     | 6  | Bogdan Berliński  | 2,2,3,1   | 8  |     |
| 15 | Karol Peszke     | 1,d,2x    | 3  | 1   | 7  | Jan Tkocz         | d,1,0,d   | 1  |     |

zmiany: zawodnik nr 2 w biegu 8.; zawodnik nr 5 w biegu 10.; zawodnik nr 7 w biegu 11., 13.; zawodnik nr 15 w biegu 12.

### X Runda
- 14 lipca 1963 (stadion w Bydgoszczy)

| Nr | Polonia Bydgoszcz   |            | 30 | Bns | Nr | Górnik Rybnik    |          | 48 | Bns |
| -- | ------------------- | ---------- | -- | --- | -- | ---------------- | -------- | -- | --- |
| 9  | Stanisław Witkowski | 0, 0       | 0  |     | 1  | Andrzej Wyglenda | 3,2x,2,3 | 10 | 1   |
| 10 | Rajmund Świtała     | 2,2,2,1x,2 | 9  | 1   | 2  | Stanisław Tkocz  | 1,3,3,0  | 7  |     |
| 11 | Edward Kupczyński   | 2,2,2,3,1  | 10 |     | 3  | Alojzy Norek     | 0, -,0   | 0  |     |
| 12 | Ryszard Stachowiak  | 1x,d,1,1   | 3  | 1   | 4  | Joachim Maj      | 3,3,3,2  | 11 |     |
| 13 | Janusz Suchecki     | 1x,1,1,0   | 3  | 1   | 5  | Waldemar Motyka  | 0,1,0,2x | 3  | 1   |
| 14 | Norbert Świtała     | 2,0,3,d    | 5  |     | 6  | Antoni Woryna    | 3,3,3,3  | 12 |     |
| 15 | Henryk Glücklich    | 0, 0       | 0  |     | 7  | Karol Peszke     | 1,1,2x,1 | 5  | 1   |

zmiany: zawodnik nr 7 w biegu 6., 12.; zawodnik nr 11 w biegu 9.; zawodnik nr 10 w biegu 12.

### XI Runda
- 18 sierpnia 1963 (stadion w Rybniku)

| Nr | Górnik Rybnik    |           | 53 | Bns | Nr | Stal Gorzów          |            | 24 | Bns |
| -- | ---------------- | --------- | -- | --- | -- | -------------------- | ---------- | -- | --- |
| 9  | Andrzej Wyglenda | 2x,3,2x,3 | 10 | 2   | 1  | Jerzy Bartoszkiewicz | 0,0,–,2    | 2  |     |
| 10 | Stanisław Tkocz  | 3,3,2x,3  | 11 | 1   | 2  | Andrzej Pogorzelski  | 1,d,1,1x   | 3  | 1   |
| 11 | Alojzy Norek     | 2x,u      | 2  | 1   | 3  | Wojciech Jurasz      | 0,0,0,0    | 0  |     |
| 12 | Joachim Maj      | 3,3,3,3   | 12 |     | 4  | Bronisław Rogal      | 1,1,2,1    | 5  |     |
| 13 | Karol Peszke     | 2,3,2x,2x | 9  | 2   | 5  | Edmund Migoś         | 3,2,1,2,1x | 9  | 1   |
| 14 | Antoni Woryna    | d,2x,3,3  | 8  | 1   | 6  | Jerzy Padewski       | 1,1,0,1    | 3  |     |
| 15 | Stanisław Bombik | u,1,0,0   | 1  |     | 7  | Jerzy Flizikowski    | 2, 0       | 2  |     |

zmiany: zawodnik nr 15 w biegu 11., 13.; zawodnik nr 5 w biegu 11.

### XII Runda
- 15 września 1963 (stadion we Wrocławiu)

| Nr | Sparta Wrocław         |             | 33 | Bns | Nr | Górnik Rybnik    |          | 41 | Bns |
| -- | ---------------------- | ----------- | -- | --- | -- | ---------------- | -------- | -- | --- |
| 9  | Jerzy Błoch            | 0,1x,–,0    | 1  | 1   | 1  | Andrzej Wyglenda | 1,3,2x,3 | 9  | 1   |
| 10 | Konstanty Pociejkowicz | 2,2,2,2x,1x | 9  | 2   | 2  | Stanisław Tkocz  | 3,3,1,3  | 10 |     |
| 11 | Zbigniew Jezierski     | 0,0,0       | 0  |     | 3  | Stanisław Bombik | 1,0,0,2x | 3  | 1   |
| 12 | Adolf Słaboń           | 2,2,u,1     | 5  |     | 4  | Joachim Maj      | 3,3,w,2  | 8  |     |
| 13 | Zygmunt Antos          | 0, 0        | 0  |     | 5  | Karol Peszke     | 1x,1,0,0 | 2  | 1   |
| 14 | Jerzy Trzeszkowski     | 3,2,3,3,2   | 13 |     | 6  | Antoni Woryna    | 2,3,1,3  | 9  |     |
| 15 | Władysław Wawszczyk    | d,3,1,1     | 5  |     | 7  | brak zawodnika   |          |    |     |

zmiany: zawodnik nr 14 w biegu 9.; zawodnik nr 15 w biegu 10., 12.; zawodnik nr 10 w biegu 13.

### XIII Runda
- 22 września 1963 (stadion w Rybniku)

| Nr | Górnik Rybnik      |           | 51 | Bns | Nr | Unia Leszno       |           | 27 | Bns |
| -- | ------------------ | --------- | -- | --- | -- | ----------------- | --------- | -- | --- |
| 9  | Stanisław Bombik   | 0,2,2x,1  | 5  | 1   | 1  | Jerzy Kowalski    | 1x,d,1,0  | 2  | 1   |
| 10 | Stanisław Tkocz    | 3,3,1,3   | 10 |     | 2  | Kazimierz Bentke  | 2,2,1,2,1 | 8  |     |
| 11 | Karol Peszke       | 1,2x,3,3  | 9  | 1   | 3  | Zdzisław Dobrucki | 0,d,d     | 0  |     |
| 12 | Joachim Maj        | 3,3,2,u   | 8  |     | 4  | Henryk Żyto       | 2,3,3,3,3 | 14 |     |
| 13 | Antoni Woryna      | 3,2x,1,2  | 8  | 1   | 5  | Zbigniew Jąder    | 0,0,0     | 0  |     |
| 14 | Andrzej Wyglenda   | 2x,3,2,2x | 9  | 2   | 6  | Jan Kusiak        | 1,1,1,u   | 3  |     |
| 15 | Reinhold Konieczny | 1,1x      | 2  | 1   | 7  | Ryszard Sylwoniuk | 0, 0      | 0  |     |

zmiany: zawodnik nr 4 w biegu 12.; zawodnik nr 2 w biegu 13.

### XIV Runda
- 29 września 1963 (stadion w Świętochłowicach)

| Nr | Śląsk Świętochłowice |            | 36 | Bns | Nr | Górnik Rybnik    |          | 42 | Bns |
| -- | -------------------- | ---------- | -- | --- | -- | ---------------- | -------- | -- | --- |
| 9  | Lotar Dudek          | 0          | 0  |     | 1  | Andrzej Wyglenda | 1,3,u,3  | 7  |     |
| 10 | Paweł Waloszek       | 2,2,3,3    | 10 |     | 2  | Stanisław Tkocz  | 3,3,1,3  | 10 |     |
| 11 | Erwin Brabański      | 1,0,2,u    | 3  |     | 3  | Stanisław Bombik | u,2,1,d  | 3  |     |
| 12 | Jan Mucha            | 3,2,2,1    | 8  |     | 4  | Joachim Maj      | 2,1x,3,3 | 9  | 1   |
| 13 | Wiktor Waloszek      | 3,2,2x,2,2 | 11 | 1   | 5  | Karol Peszke     | 1x,1,0,1 | 3  | 1   |
| 14 | Erwin Maj            | 0,0,0,2    | 2  |     | 6  | Antoni Woryna    | 2,3,1,3  | 9  |     |
| 15 | Krystian Fołtyn      | 1x,0,0,1   | 2  | 1   | 7  | Alojzy Norek     | 0,1      | 1  |     |

zmiany: zawodnik nr 15 w biegu 6., 12.; zawodnik nr 13 w biegu 9.
źródło:
Legenda: u – upadek; d – defekt; w – wykluczony; x – zdobył bonus w danym biegu; ns – nie stawił się na starcie danego biegu; „–” – zawodnik został zmieniony na innego w danym biegu